# Clare Atwood
Clare 'Tony' Atwood (Richmond, Richmond upon Thames, 11 de maig de 1866 – Tenterden Kent, 2 d'agost de 1962) va ser una pintora britànica de retrats, natures mortes, paisatges, interiors i temes decoratius florals.

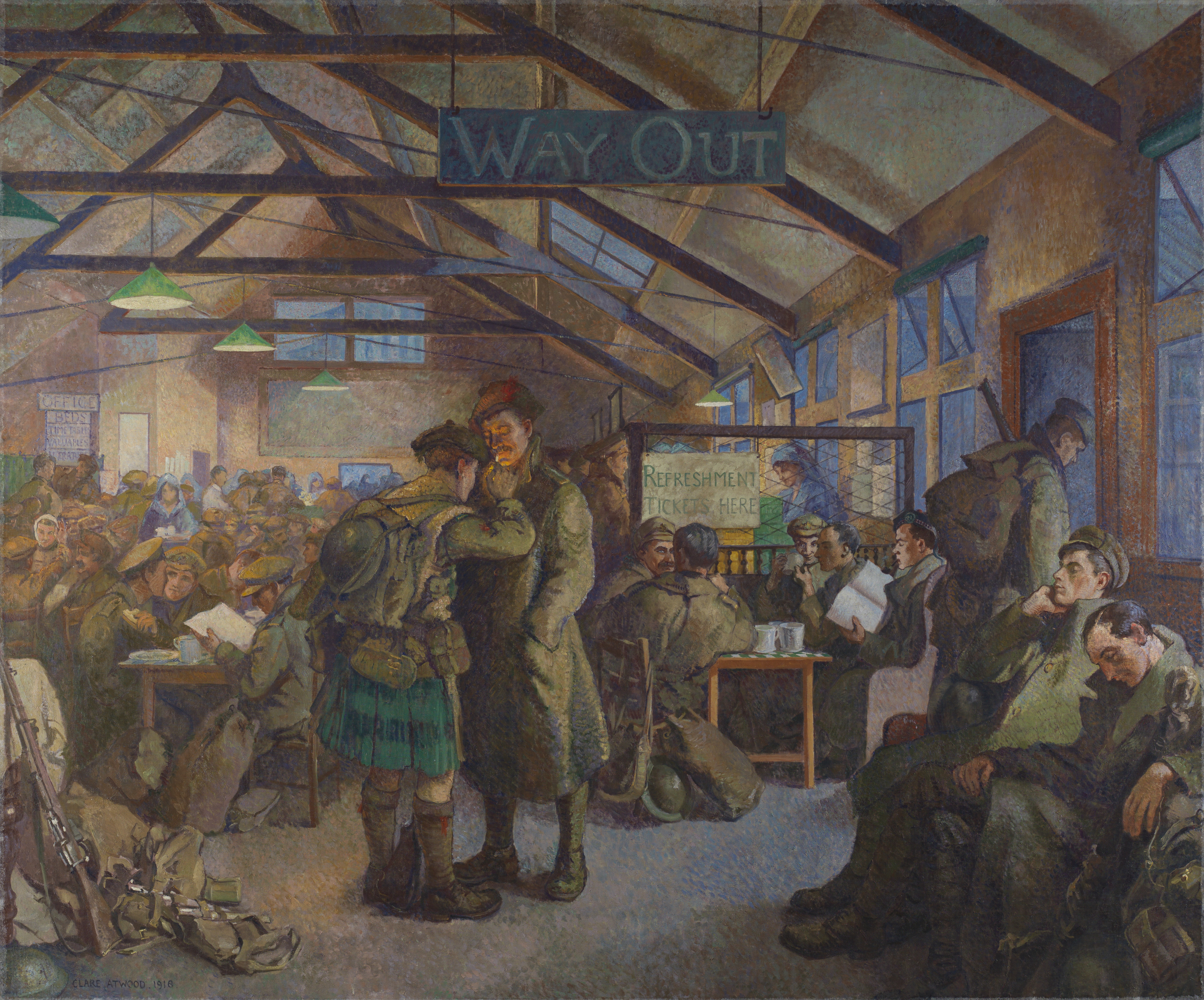
El 1917 va rebre l'encàrrec de representar la vida de la força expedicionària canadenca a Anglaterra. Va escollir l'ambient d'una cantina en una de les estacions de tren de Londres.

## Biografia
Va ser l'única filla de Frederick Atwood, un arquitecte, i la seva dona, Clare Becker. Anomenada Clara de naixement, més tard va utilitzar la forma Clare i també era coneguda com a Tony. Atwood va estudiar a l'Escola d'Art de Westminster i al Slade School of Fine Art.
Va exposar per primera vegada al New English Art Club el 1893 i va ser-ne membre el 1912. Va exposar la seva obra a la Galeria Carfax el 1911. El 1917, durant la primera guerra mundial, va ser l'encarregada de pintar escenes de guerra per al govern del Canadà a través del Fons de Memorials de Guerra del Canadà. El fons va facilitar que Atwood visités el campament militar de Folkestone (Kent) per recollir idees per a la seva obra. No obstant això, Atwood va decidir pintar una trobada de la YMCA en una de les estacions de tren de Londres, on els homes allistats esperaven un tren per anar als camps o al front. El 1920 el Museu Imperial de la Guerra va encarregar-li quatre pintures de guerra.
Atwood va patir una fractura de fèmur, miocarditis senil i insuficiència cardíaca, i va morir el 2 d'agost de 1962 a l'asil Kench Hill, de Tenterden (Kent).

## Vida personal
Clare Atwood va ser lesbiana i el 1916 es va unir amb l'escriptora Christabel Marshall i l'actriu i directora d'escena Edith Craig en un ménage à trois a Tenterden (Kent) fins a la mort de Craig el 1947, segons el llibre A Strange Eventful History de Michael Holroyd. Ella, Edith Craig i Christabel Marshall eren amigues amb molts artistes i escriptors com la novel·lista Radclyffe Hall. Atwood va dissenyar els decorats per a diverses produccions d'Edith Craig amb la societat teatral Pioneer Players, incloent-hi l'alt crucifix de gairebé cinc metres per a la representació de The Hostage, de Paul Claudel. Atwood també va ser membre de Pioneer Players. Atwood va actuar de tant en tant al Barn Theatre a Smallhythe Place (Kent), que havia estat fundat per Craig per representar espectacles en memòria de la seva mare, l'actriu Ellen Terry. Atwood va actuar a la festa matinal al Palace Theatre (Londres) el 23 d'abril de 1929, celebrat per recaptar fons per al Memorial Ellen Terry. El juliol de 1932, Atwood va decorar el calçat per a la producció de The Shoe, de Craig, a Tenterden. Després de la mort de Craig, Atwood va escriure un assaig sobre ella.

## Col·leccions
Les pintures d'Atwood es conserven a les col·leccions de la Tate, al Victoria and Albert Museum i al Museu Imperial de la Guerra de Londres, així com a la Galeria d'Art Victòria (Bath), Glasgow, Manchester i Liverpool. Va exposar a la Reial Acadèmia, i el 1940 la Galeria Nacional d'Art de Nova Zelanda va adquirir un dels seus quadres. Es conserva material relacionat amb Clare Atwood a la Col·lecció Ellen Terry de l'Arxiu del Departament de Teatre i Interpretació del Victoria and Albert Museum.